# Week!
「Week!」（ウィーク）は、日本のロックバンド・Do As Infinityの9作目のシングル。

## 概要
- 前作「遠くまで」から続く3ヶ月連続シングルの第2弾作品。
- 表題曲は木村佳乃主演のテレビドラマ『嫁はミツボシ。』の主題歌に使用された[1]。テレビドラマのタイアップは「永遠」以来で、地上波としては「Yesterday & Today」以来5作ぶりとなった。また、「rumble fish」以来4作ぶりにカップリング曲がノンタイアップとなった。
- オリコンチャート初登場8位を獲得。「Desire」以来2作ぶりにトップ10入りを果たした。

## 収録曲
1. Week! [4:17]
作詞・作曲：D・A・I
編曲：D・A・I、亀田誠治
作詞は川村サイコと大渡亮の共作、作曲は長尾大[注 1]。
2. 徒然なるままに [3:44]
作詞・作曲：D・A・I
編曲：D・A・I、亀田誠治
大渡によるソロ楽曲。
3. Week! (Instrumental) [4:17]
4. 徒然なるままに (Instrumental) [3:39]

## タイアップ
- TBS系列水曜ドラマ『嫁はミツボシ。』主題歌 (#1)

## 収録アルバム
- DEEP FOREST (#1)
- Do The Best (#1)
- Do The B-side (#2)
- Do The A-side (#1)
- Do The Best "Great Supporters Selection" (#1)
- The Best of Do As Infinity (#1)
- Powers Selection (#2)
- Do The Complete (#1)

## 2 of Us
「Week! [2 of Us]」（ウィーク・トゥー・オブ・アス）は、日本のロックバンド・Do As Infinityの5作目の配信限定シングル。

### 概要
- 前作「深い森 [2 of Us]」から続く16週連続配信企画『2 of Us』の第5弾シングル。

### 収録曲
1. Week! [2 of Us] [4:05]
作詞・作曲：D・A・I
編曲：Ryo Owatari
原曲がアコースティックギターを前面に押し出しているため、普段のライブを土台にしつつ、2番のAメロに大渡曰く「自称、リゾート感」を強調したアレンジを思い付きで施し完成された[1]。

### 収録アルバム
- 2 of Us [RED] -14 Re:SINGLES-